# 氯化三(三苯基膦)合钴(I)
氯化三(三苯基膦)合钴(I)是一种配位化合物，化学式为C54H45ClCoP3，可简写为CoCl(PPh3)3，其中PPh3为三苯基膦。

## 制备及性质
氯化三(三苯基膦)合钴(I)可由氯化钴六水合物和三苯基膦在乙醇溶液中被硼氢化钠或锌粉还原得到。二氯化二(三苯基膦)合钴(II)和LiSnPh3在四氢呋喃中反应，也能得到该化合物。
在空气中，它的固体是稳定的，但溶液不稳定。它和Na[Mo(CO)3(η5-C5H5)]反应，得到[MoCo(CO)5(PPh3)2(η5-C5H5)]。它和卤代烃反应，生成偶联产物。